# サバトに赴く魔女たち
『サバトに赴く魔女たち』（サバトにおもむくまじょたち、英語: Witches going to their Sabbath、スペイン語: Brujas yendo al Sabbath）は、スペインの画家であるルイス・リカルド・ファレロによる1878年の絵画であり、彼の代表作。『魔宴の魔女たち』、『ワルプルギスの夜、魔女の出発』ともいう。現在は個人蔵となっている。

## 描写

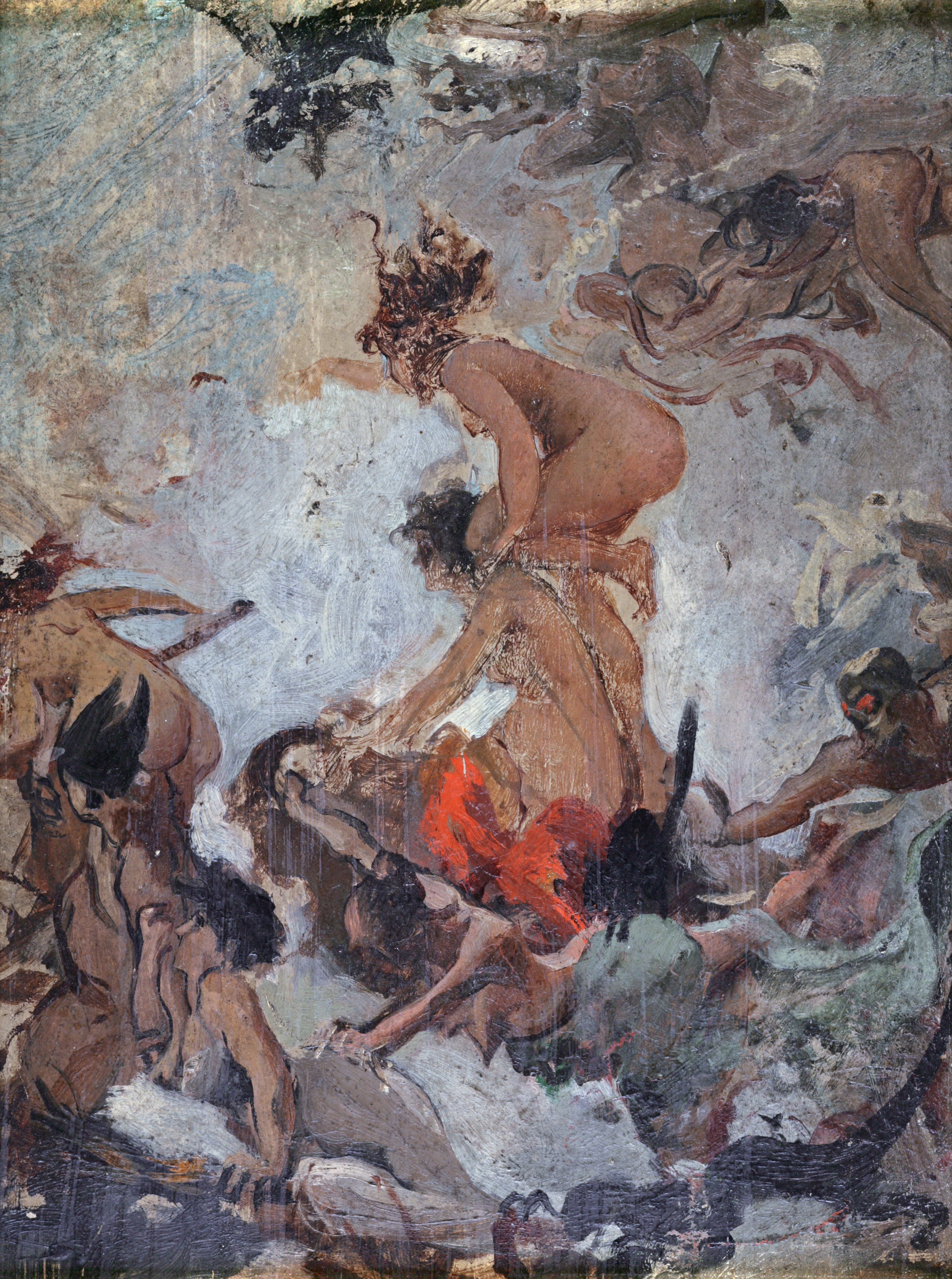
習作

裸の魔女たちが、月光を浴びながら飛翔して黒魔術の儀式や乱交が行われるサバトへ向かう様子が描かれている。コウモリ、山羊、黒猫など、ウィッチクラフトに関連する他の生物もいる。様々な魔女の中で、1人は山羊に乗っており、もう1人は片手で山羊の角の一本を掴み、片手で赤い髪の若い魔女（ウォーロックにしがみ付いている）に寄りかかっている年寄りの魔女の2人で構成された、前景の集団が際立っている。絵の右側には、ペリカンの骸骨（エジプトの伝統における死の象徴）、人間の骸骨、ファイアサラマンダー（錬金術によると火の精）の3つの不吉な存在がいる。箒が5本描かれており、飛ぶことが出来るのは箒か山羊を持つ者だけなため、他の者は箒か山羊を持つ者に触れることによって飛んでいる。
作品は渦巻状のレイアウトとなっている。
絵は非常に均一な色調で、夜の場面であるにもかかわらず、月によって明るくなっている。

## 時代背景
ファレロは、箒に跨って飛ぶ魔女の絵画で知られており、この絵は、女性の飛行によるエクスタシーの感覚を鑑賞者に印象付ける。このような絵画は人々が秘教的でオカルト的な主題に関心を抱いていた、ヴィクトリア朝のイギリスで大成した。また、デカダン派として評価された